# Kovači (Kraljevo)
Kovači (em cirílico: Ковачи) é uma vila da Sérvia localizada no município de Kraljevo, pertencente ao distrito de Ráscia,na região de Zapadno Pomoravlje. A sua população era de 1243 habitantes segundo o censo de 2011.

## Demografia
| 1948 | 1953 | 1961 | 1971 | 1981 | 1991 | 2002 | 2011 |
| ---- | ---- | ---- | ---- | ---- | ---- | ---- | ---- |
| 352  | 397  | 711  | 1858 | 880  | 950  | 1297 | 1243 |